# Cactoblastis cactorum
La  farfalla del cactus (Cactoblastis cactorum Berg, 1885) è un lepidottero della famiglia Pyralidae, originario dell'Argentina, parassita di differenti specie di Cactaceae del genere Opuntia .

## Storia
Il C. cactorum deve la sua notorietà al fatto di essere stato usato con successo come agente di lotta biologica  in Australia negli anni venti per il controllo di alcune specie di Opuntia (O. stricta) che si erano diffuse oltre ogni previsione, invadendo alcuni milioni di ettari di pascoli. Dopo il successo ottenuto in Australia fu utilizzato in altre parti del mondo tra cui il Madagascar nel 1925, il Sudafrica nel 1933, le isole Hawaii nel 1950, e i Caraibi nel 1957. Di recente l'insetto è stato segnalato in Florida e in Messico, dove è visto come una potenziale minaccia alla biodiversità delle cactacee locali.

## Descrizione

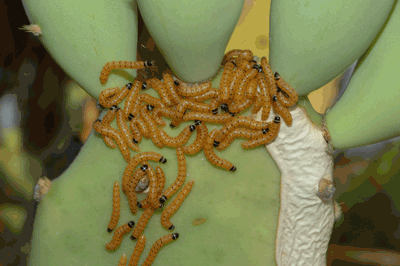
Larve di Cactoblastis cactorum.

Le forme adulte di Cactoblastis cactorum sono delle farfalle poco appariscenti, grigio brunastre, facilmente confondibili con altre specie della famiglia delle Pyralidae, a cui le accomunano i palpi labiali pronunciati della femmina. Le ali anteriori mostrano un caratteristico disegno a bande, simile comunque a quello di altre specie di Phycitinae.
Le larve di C. cactorum sono invece facilmente distinguibili per la loro colorazione rosso-arancio con strie nere.

## Ciclo vitale
La femmina segnala la sua disponibilità all'accoppiamento secernendo ferormoni sessuali che richiamano il maschio. L'accoppiamento avviene in genere al tramonto ed è molto breve. Dopo un periodo di incubazione, la femmina deposita una pila di uova (egg stick) contenente 70-90 uova. Gli egg sticks, che richiamano la forma delle spine dei cactus, si schiudono in 25-30 giorni e le larve al primo stadio penetrano nello spessore dei cladodi attraverso le areole. Le larve si nutrono e sviluppano internamente talora perforando la superficie dei cladodi. Il danno esteriore prodotto dalla infestazione è rappresentato dall'ingiallimento dei tessuti della pianta, con stillicidio di fluidi e di feci delle larve.  Le larve mature fuoriescono dal cladode per formare i bozzoli e quindi dare vita alle pupe, sotto i detriti del terreno alla base della pianta. Dopo l'emergenza le farfalle adulte si disperdono in nuove aree.

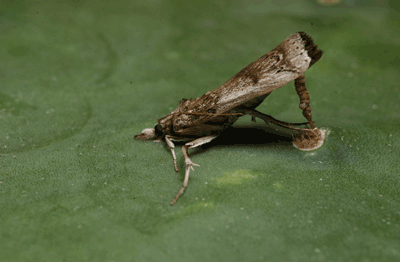
Femmina in fase di ovodeposizione
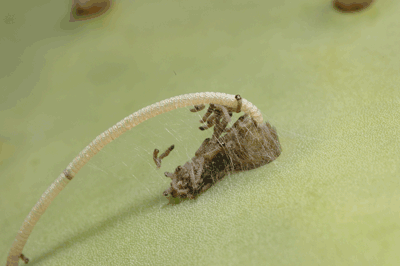
Fuoriuscita delle larve da un egg stick
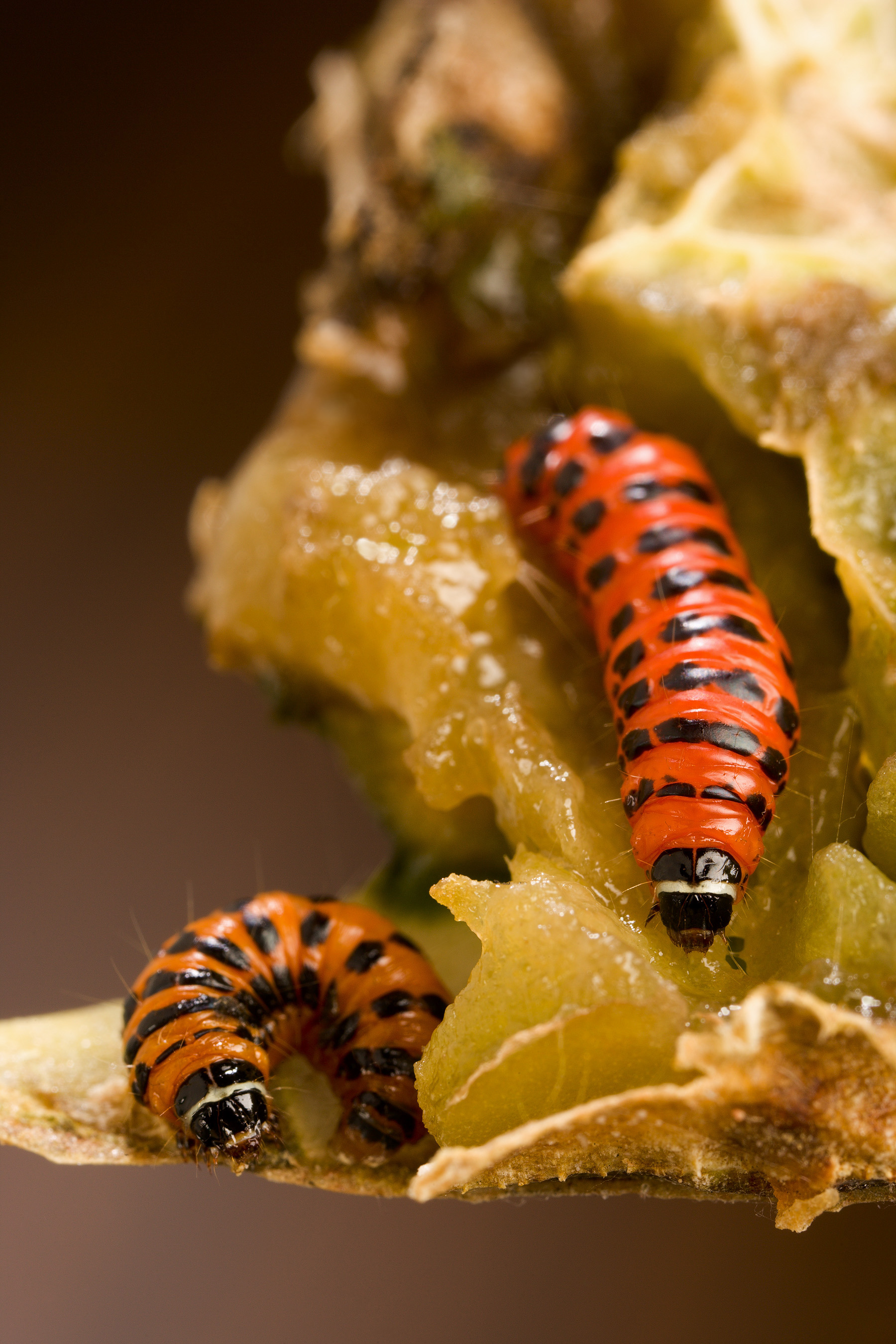
Larve
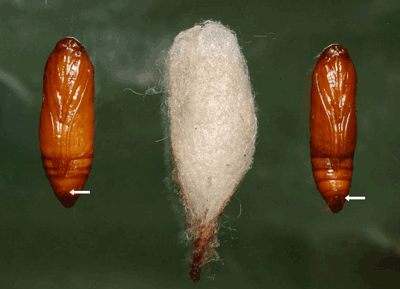
Pupe (femmina a sn e maschio a dx) e bozzolo

## Tributi alla farfalla del Cactus
- La città di Dalby in Queensland (Australia) ha dedicato un monumento al C. cactorum in un parco cittadino.  Archiviato il 14 maggio 2007 in Internet Archive.
- L'isola di Ascension ha dedicato al C. cactorum un francobollo